# Geldo
Geldo település Spanyolországban, Castellón tartományban. Geldo Castellnovo és Segorbe községekkel határos. Lakosainak száma 651 fő (2024).

## Népesség
A település népessége az elmúlt években az alábbi módon változott:
| Lakosok száma | 688  | 733  | 684  | 706  | 699  | 667  | 646  | 635  | 628  | 651  |
|               | 2001 | 2004 | 2006 | 2009 | 2011 | 2014 | 2016 | 2019 | 2021 | 2024 |